# Ванга рудохвоста
Ванга рудохвоста (Calicalicus madagascariensis) — вид горобцеподібних птахів родини вангових (Vangidae).

## Поширення
Ендемік Мадагаскару. Поширений на більшій частині острова, крім центральних гірських районів та сухих південних регіонах. Його природними середовищами існування є субтропічні або тропічні сухі ліси та субтропічні або тропічні вологі низинні ліси.

## Опис
Невеликий птах, завдовжки 13–14 см, вагою 14–19 г. Верхівка голови, шия, і спина сірі, очі карі, ноги сірі. Самець має чорне горло і лицьову маску, з білими чолом і вушними покривами, груди і живіт білі з рожевими боками. Крила коричнево-сірі, верх хвоста червонуватий. У самиць горло, груди і живіт мають вохристий колір, а крила коричневі.

## Спосіб життя
Харчується дрібними та середніми комахами, гусеницями та жуками. Моногамні птахи, розмножуються в період з жовтня по січень. Обидві статі беруть участь у будівництві гнізд та доглядом за потомством.